# Baliga brunneipennis
Baliga brunneipennis is een insect uit de familie van de mierenleeuwen (Myrmeleontidae), die tot de orde netvleugeligen (Neuroptera) behoort. 
Baliga brunneipennis is voor het eerst wetenschappelijk beschreven door Esben-Petersen in 1913.